# Ohlenburg
Die Ohlenburg ist eine mittelalterliche Wallanlage im südlichen Sackwald im Landkreis Hildesheim in Niedersachsen. Ihre Reste liegen am Nordosthang des Gehlenberges.

## Lage und Beschreibung
Der erhaltene Wall hat eine Länge von 160 Meter und nach einer Abknickung eine Länge von 50 Meter. Ein Teil der halbovalen Wallanlage ist wahrscheinlich im Bereich einer Weidekoppel eingeebnet worden. Der Wall ist teilweise doppelt ausgeführt und besitzt einen Innengraben. Zum Teil handelt es sich um einen Wall mit Innen- und Außengraben. Der Wall hat von der Grabensohle bis zur Wallkrone heute noch eine Höhe von etwa einem Meter. Am nordöstlichen Wallende zieht sich ein ca. 400 Meter langer Wall mit Graben den Feldberg hinauf. 
1937 nahm der Alfelder Heimatforscher Wilhelm Barner Ausgrabungen vor. Seinen Untersuchungen zufolge bestand die Anlage aus einem Vorwall mit einer Palisade, einem kleinen Graben, einem Hauptwall, einem Spitzgraben und einem inneren Wall mit Palisade. Mauerwerk kam nicht zur Verwendung. Siedlungsspuren wurden nicht gefunden. Ein Keramikrest ließ sich in die Zeit zwischen 700 und 900 datieren. Ein Keramikfragment eines Kugeltopfes datierte in das 11. Jahrhundert. Eine historische Überlieferung der Wallanlage ist bisher nicht bekannt.
Der Ausgräber Barner sah die Anlage als Fliehburg an. In neuerer Zeit werden andere möglich Zwecke genannt, wie eine äußere Befestigung der Hohen Schanze, eine Verteidigungsanlage des Vorwerks Hornsen der Burg Winzenburg oder die Ortsbefestigung der Wüstung Rimmerode.

## Befestigungsanlagen in der Nähe
- Eringaburg
- Burg Greene
- Burg Hausfreden
- Burg Winzenburg
- Tiebenburg
- Hohe Schanze
- Läsekenburg
- Gartenkamp